# Международный союз кристаллографов
Международный союз кристаллографов (англ. International Union of Crystallography, IUCr) — международное научное объединение кристаллографов.

## Общая информация
Международный союз кристаллографов был основан в 1947 году, а в следующем году им были проведены первый Международный конгресс кристаллографов и Генеральная Ассамблея. Является членом Международного совета по науке. Союз стремится укреплять международное сотрудничество в области кристаллографии, вносить свой вклад во все аспекты кристаллографии, содействовать публикации кристаллографических исследований в международных источниках, способствовать стандартизации методов, единиц измерения, номенклатуры и символов, а также обеспечивать базу для взаимосвязей кристаллографии с другими науками. 
IUCr издаёт монографии по кристаллографии, Интернациональные Таблицы по Кристаллографии (англ. International Tables for Crystallography) и журналы
- Acta Crystallographica Section A: Foundations of Crystallography
- Acta Crystallographica Section B: Structural Science
- Acta Crystallographica Section C: Crystal Structure Communications
- Acta Crystallographica Section D: Biological Crystallography
- Acta Crystallographica Section E: Structure Reports Online
- Acta Crystallographica Section F: Structural Biology and Crystallization Communications
- Journal of Applied Crystallography
- Journal of Synchrotron Radiation

## Подразделения
- ACA, American Crystallographic Association (Северная Америка)
- ASCA, Asian Crystallographic Association (Азия и Австралия)
- ECA, European Crystallographic Association (Европа и Африка)

## Международные конгрессы кристаллографов

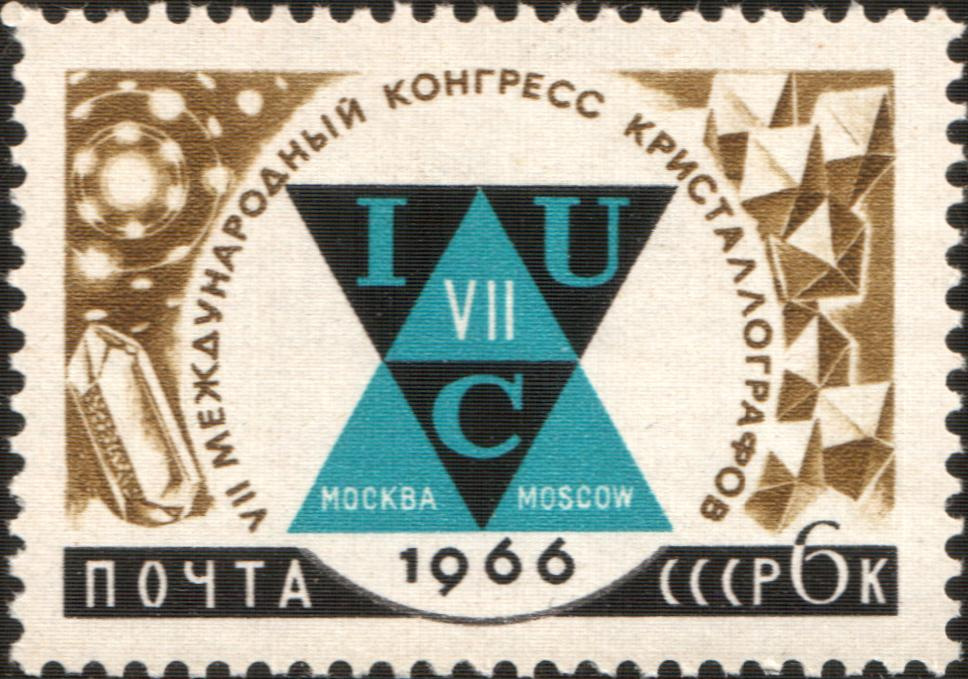
Почтовая марка СССР 1966 года, посвященная VII Международному конгрессу кристаллографов, проводившемуся в тот год в Москве

Ниже приведен список Международных конгрессов кристаллографов, проводимых Международным союзом кристаллографов, для каждого конгресса в том же городе и в том же году проводилась и Генеральная ассамблея.
| Конгресс | Год  | Место проведения |
| -------- | ---- | ---------------- |
| I        | 1948 | Кембридж         |
| II       | 1951 | Стокгольм        |
| III      | 1954 | Париж            |
| IV       | 1957 | Монреаль         |
| V        | 1960 | Кембридж         |
| VI       | 1963 | Рим              |
| VII      | 1966 | Москва           |
| VIII     | 1969 | Стоуни-Брук      |
| IX       | 1972 | Киото            |
| X        | 1975 | Амстердам        |
| XI       | 1978 | Варшава          |
| XII      | 1981 | Оттава           |
| XIII     | 1984 | Гамбург          |
| XIV      | 1987 | Перт             |
| XV       | 1990 | Бордо            |
| XVI      | 1993 | Пекин            |
| XVII     | 1996 | Сиэтл            |
| XVIII    | 1999 | Глазго           |
| XIX      | 2002 | Женева           |
| XX       | 2005 | Флоренция        |
| XXI      | 2008 | Осака            |
| XXII     | 2011 | Мадрид           |
| XXIII    | 2014 | Монреаль         |
| XXIV     | 2017 | Хайдарабад       |
| XXV      | 2020 | Прага            |